# Ellen Glasgow

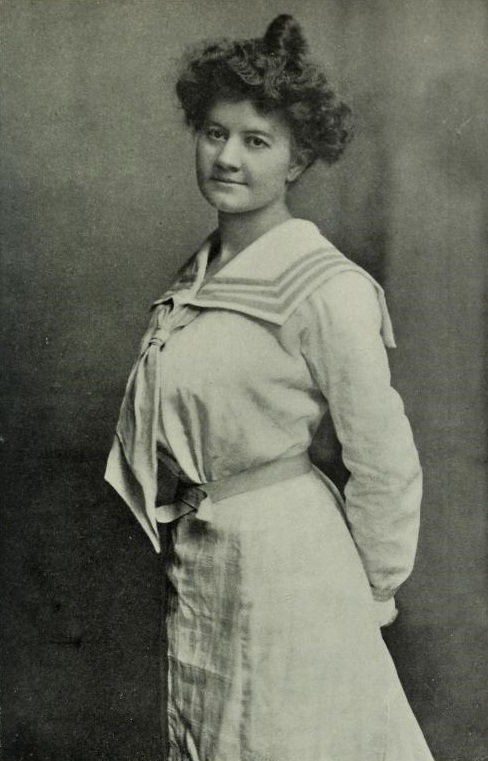
Porträt von Ellen Glasgow, um 1902

Ellen Anderson Gholson Glasgow (* 22. April 1873 in Richmond, Virginia; † 21. November 1945 ebenda) war eine US-amerikanische Schriftstellerin.

## Leben und Werk
Ab 1897 schrieb sie 20 Romane und zahlreiche Kurzgeschichten, in denen sie häufig das Leben in Virginia beschreibt. Glasgow verband eine lebenslange Freundschaft mit dem Schriftsteller James Branch Cabell. 1940 wurde sie von der American Academy of Arts and Letters, deren Mitglied sie seit 1932 war, für ihr Gesamtwerk mit der William Dean Howells Medaille ausgezeichnet.  Im Jahr 1942 erhielt sie den Pulitzer-Preis für den Roman In This Our Life. Nach ihrem Tod wurde Glasgow auf dem Hollywood Cemetery in Richmond, Virginia beigesetzt.

## Werke

### Romane
- The Descendant (1897)
- Phases of an Inferior Planet (1898)
- The Voice of the People (1900)
- The Battle-Ground (1902)
- The Deliverance (1904)
- The Wheel of Life (1906)
- The Romance of a Plain Man (1909)
- Virginia (1913)
- The Builders (1919)
- The Past (1920)
- One Man In His Time (1922)
- Barren Ground (1925)
- The Romantic Comedians (1926)
- They Stooped to Folly (1929)
- The Sheltered Life (1932)
- Vein of Iron (1935)
- In This Our Life (1941) (Pulitzerpreis 1942): In deutscher Sprache: So ist das Leben, übersetzt von Karl und Maria Bamberger, Humboldt Verlag, Wien 1948

### Anthologien
- The Shadowy Third, and Other Stories (1923)[3]
- The Collected Stories of Ellen Glasgow (12 Kurzgeschichten (S. 24–253), mit einer Einleitung des Herausgebers (S. 3–23))[4]

### Ausgaben in deutscher Übersetzung
- Rette mich nicht (They stooped to folly), übersetzt von Susanne Schalit, Paul Zsolnay, Berlin, Wien, Leipzig, 1930

## Verfilmungen
- 1942: Ich will mein Leben leben (In this our life) – Regie: John Huston